# Gersheim
Ne doit pas être confondu avec Gerstheim.
Gersheim (en sarrois Gärrschemm) est une commune allemande de l'arrondissement de Sarre-Palatinat dans le Land de Sarre.
Elle est située à environ 20 km au sud-ouest de Hombourg, chef-lieu de son arrondissement, et à 25 km à l'est de Sarrebruck, capitale du Land.

## Géographie

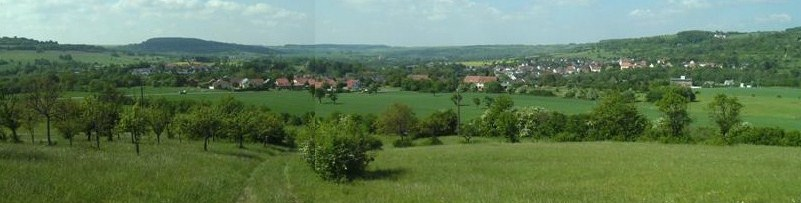
Vue panoramique du village-centre.

Gersheim se situe dans la région du Bliesgau, au sud du Palatinat sarrois. La commune est limitrophe du département français de la Moselle sur treize kilomètres, ainsi que de la commune de Mandelbachtal et de la ville de Blieskastel.

### Quartiers
La commune compte depuis la réforme communale de 1974 onze écarts (ou hameaux) :
- Bliesdalheim
- Gersheim
- Herbitzheim
- Niedergailbach
- Medelsheim
- Peppenkum
- Reinheim
- Rubenheim
- Seyweiler
- Utweiler
- Walsheim

## Histoire
Sur le territoire de la commune se situent des vestiges de différentes époques de l'histoire régionale, dont le parc culturel européen de Bliesbruck-Reinheim, qui présente de riches découvertes celtes et romaines. La pièce la plus remarquable est sans conteste la tombe de la princesse celte, exhumée en 1954.

## Politique et administration

### Liste des maires
| Période | Période  | Identité         | Étiquette | Qualité |
| ------- | -------- | ---------------- | --------- | ------- |
| 1974    | 1991     | Siegfried Wack   | CDU       |         |
| 1992    | 2009     | Lothar Kruft     | CDU       |         |
| 2010    | 2019     | Alexander Rubeck | CDU       |         |
| 2020    | En cours | Michael Clivot   | SPD       |         |

### Jumelages
Gersheim est jumelée avec les villes suivantes :
- Porąbka (Pologne)
- Bazancourt (France)

## Culture locale et patrimoine

### Lieux et monuments

#### Sites naturels
Dans le village de Gersheim se situe un grand domaine planté d'orchidées.

#### Musées

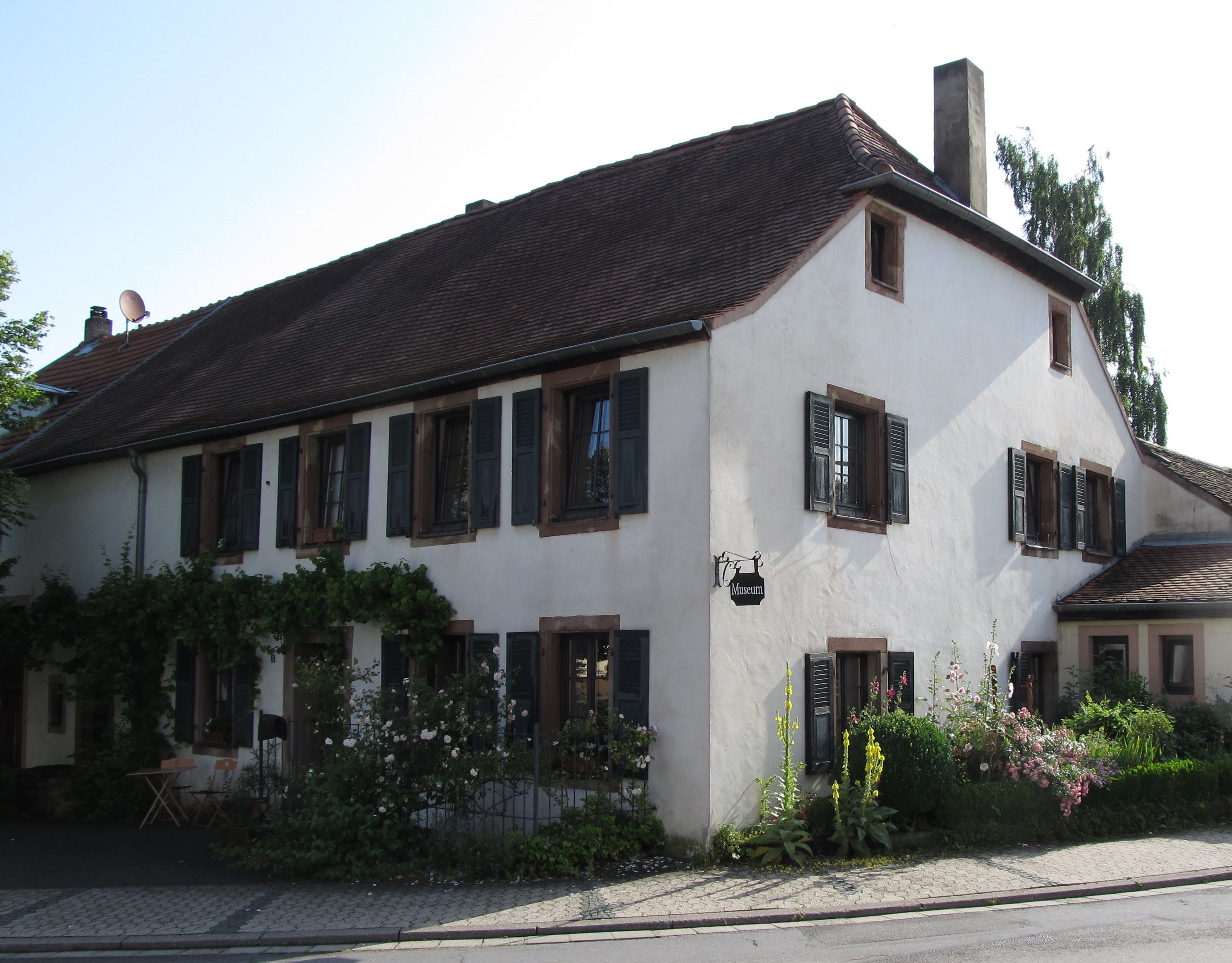
Musée de la culture quotidienne villageoise à Rubenheim

- Parc archéologique européen de Bliesbruck-Reinheim : Les fouilles archéologiques du musée en plein air comprennent une grande villa sur la partie allemande du parc, datant du IIIe siècle, tandis que le vicus date pour sa part du IIe siècle, sur la partie française. Cette partie du parc archéologique est accessible gratuitement tout au long de l'année. Les thermes de Bliesbruck sont quant à eux protégés par une structure. Dans une reconstitution de la tombe de la princesse celte de Reinheim, datant du IVe siècle av. J.-C., le visiteur peut admirer des répliques du trésor retrouvé dans le tombeau, les originaux se trouvant au musée sarrois de la préhistoire et de l'antiquité à Sarrebruck.
- Dans l'écart de Rubenheim, le musée privé de la culture quotidienne villageoise est ouvert chaque troisième dimanche du mois de quatorze à dix-huit heures.

### Manifestations régulières
- Trophée Karlsberg : chaque weekend après la Fête-Dieu a lieu un championnat junior de cyclisme sur route.

### Personnalités liées à la commune
- Dr. Dietrich Becker, né en 1830 à Niedergailbach, chanoine et archiprêtre de la cathédrale de Spire, supérieur du séminaire diocésain Saint-Joseph, écrivain.
- Joseph Eduard Konrad Bischoff, né en 1828 à Niedergailbach, écrivain et théologien.
- Dr. Ludwig Maria Hugo (1871-1935), évêque de Mayence entre 1921 et 1935, adversaire résolu du nazisme, a été curé de Bliesdalheim de 1911 à 1915.

### Héraldique
| Blason de Gersheim | Blason  | D'argent à la crosse de gueules et à l'épée d'azur, passés en sautoir, et au chef de gueules à un conque de carnation. |
| Blason de Gersheim | Détails | Le statut officiel du blason reste à déterminer.                                                                       |